# Carl Friedrich Wilhelm von Korckwitz
Carl Friedrich Wilhelm von Korckwitz (geb. 7. September 1738 in Strehlen; gest. 1. Dezember 1809) war ein preußischer Rittmeister und Landrat.

## Leben

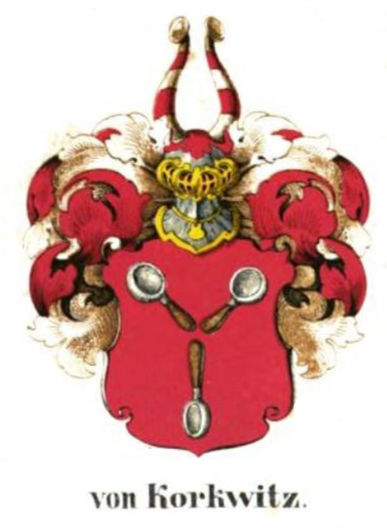
Wappen derer von Korckwitz

Carl Friedrich Wilhelm von Korckwitz war Angehöriger des schlesischen Adelsgeschlechts Korckwitz. Er war der Sohn von Christian Wilhelm Ludwig von Korckwitz (1715–1775), Erbherr auf Ober- und Nieder-Lampersdorf, und dessen Ehefrau Juliana Elisabeth (1717–1756), geb. von Wentzky und Petersheyde. 1756 trat er in die Dienste der preußischen Armee, wo er zu Beginn als Fahnenjunker im Kürassier-Regiment von Rochow diente. 1757 ernannte ihn Friedrich II. während des Winterquartiers in Dresden zum Cornet. Am 21. Januar 1761 wurde er zum Leutnant befördert. Die von ihm erbetene Dimission als Rittmeister erhielt er zum 1. April 1764. Nach dem Tod von Friedrich Gotthard Hartwig von Tschirschky und Bögendorff wurde er 1765 zu dessen Nachfolger als Landrat des Landkreises Brieg ernannt. Das Amt übte er bis 1801 aus, sein Nachfolger wurde Ernst Carl Ludwig von Prittwitz und Gaffron.

## Persönliches
Carl Friedrich Wilhelm von Korckwitz war Erb- und Gerichtsherr auf Johnsdorf (wo er wohnte) und auf Kummelwitz. Er war mit Johanne Christiane Friederike, geb. von Koschembahr, verheiratet. Aus dieser Ehe gingen folgende Kinder hervor:
- Carl Wilhelm Ernst von Korckwitz (1765–1828)[2]
- Wilhelm Heinrich Maximilian von Korckwitz (* 1773)[1][2]
- Wilhelm Philipp Ludwig von Korckwitz (* 1775)[1][2]
- Wilhelm Karl Lebrecht von Korckwitz[1]
- Juliane Helene Charlotte Friderike von Korckwitz[1]
- Caroline Ernestine Friderike von Korckwitz[1]